# Nambu Yōichirō
Nambu Yoichiro (南部 陽一郎 Nanbu Yōichirō,  18 tháng 1 năm 1921 – 5 tháng 7 năm 2015) là nhà vật lý lý thuyết người Mỹ sinh ở Nhật Bản, giáo sư trường Đại học Chicago. Là người nổi tiếng với những đóng góp trong ngành vật lý lý thuyết, ông đã được trao một nửa Giải Nobel Vật lý năm 2008 cho khám phá của ông vào năm 1960 về cơ chế phá vỡ đối xứng tự phát trong vật lý hạt hạ nguyên tử, lần đầu tiên liên hệ giữa tính đối xứng chiral của tương tác mạnh và sau đó của tương tác yếu với cơ chế Higgs. Một nửa giải còn lại được trao đều cho hai nhà vật lý Kobayashi Makoto và Maskawa Toshihide "cho sự khám phá ra nguồn gốc của phá vỡ đối xứng cho phép tiên đoán sự tồn tại của ít nhất ba thế hệ quark trong tự nhiên."